# Єнісейське
Єнісе́йське (рос. Енисейское) — село у складі Бійського району Алтайського краю, Росія. Адміністративний центр та єдиний населений пункт Єнісейської сільської ради.

## Населення
Населення — 1544 особи (2010; 1591 у 2002).
Національний склад (станом на 2002 рік):
- росіяни — 92 %